# Lebanon (Virginia)
Lebanon is een plaats (town) in de Amerikaanse staat Virginia, en valt bestuurlijk gezien onder Russell County.

## Demografie
Bij de volkstelling in 2000 werd het aantal inwoners vastgesteld op 3273.
In 2006 is het aantal inwoners door het United States Census Bureau geschat op 3201, een daling van 72 (-2,2%).

## Geografie
Volgens het United States Census Bureau beslaat de plaats een oppervlakte van
10,6 km², geheel bestaande uit land. Lebanon ligt op ongeveer 628 m boven zeeniveau.

## Plaatsen in de nabije omgeving
De onderstaande figuur toont nabijgelegen plaatsen in een straal van 24 km rond Lebanon.